# Masaya Nishitani
Masaya Nishitani (西谷 正也 Nishitani Masaya?), född 16 september 1978 i Tokushima prefektur, är en japansk före detta fotbollsspelare.
Nishitani började sin karriär 1997 i Cerezo Osaka. Han spelade 99 ligamatcher för klubben. 2002 flyttade han till Vissel Kobe. Efter Vissel Kobe spelade han för Vegalta Sendai, Urawa Reds och Consadole Sapporo. Han avslutade karriären 2008.